# Traité de Samoa

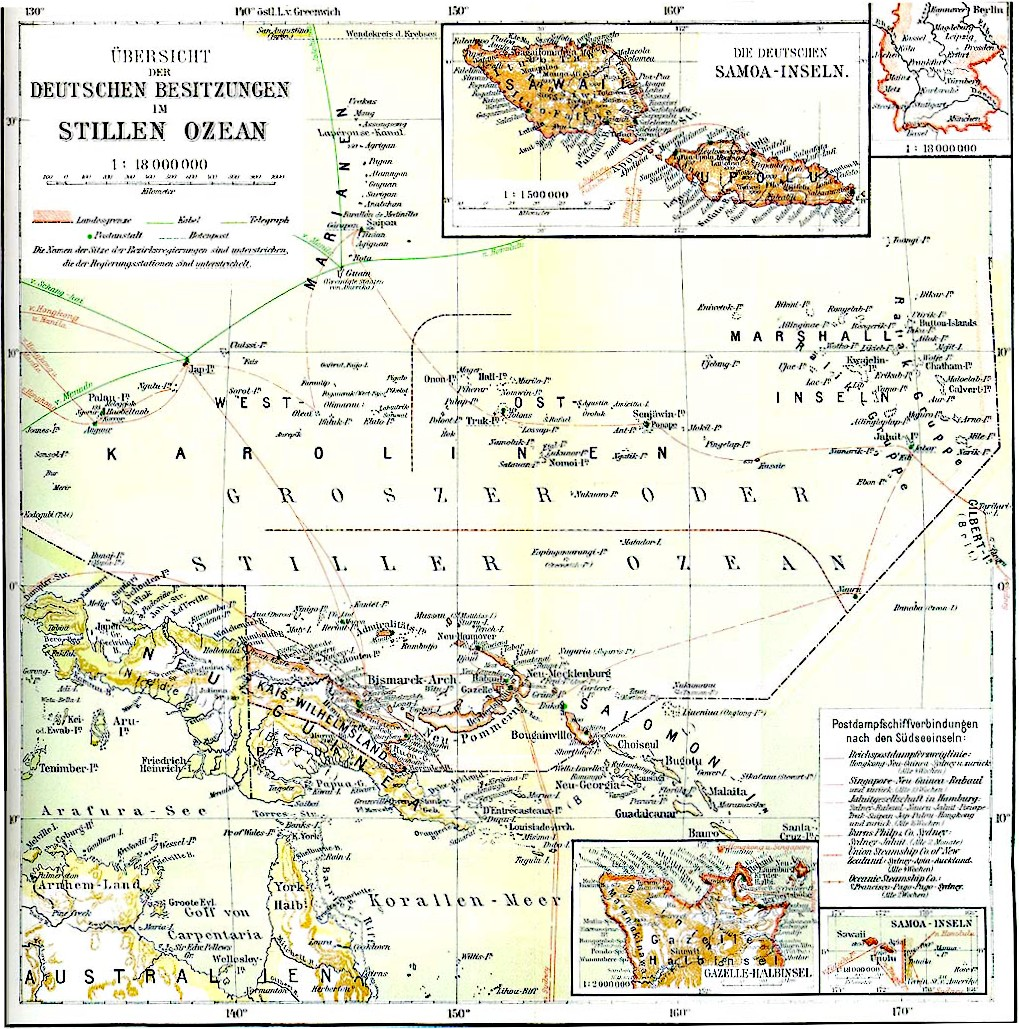
Possessions allemandes dans le Pacifique

Le traité de Samoa est un traité tripartite signé entre l'Empire allemand, le Royaume-Uni et les États-Unis à Washington, le 2 décembre 1899. Il met fin au conflit des Samoa en divisant les îles Samoa entre les Allemands et les Américains, les Britanniques recevant d'autres compensations dans le Pacifique et en Afrique. La partie occidentale des Samoa devient protectorat allemand et la partie orientale est attribuée aux Américains.

## Historique

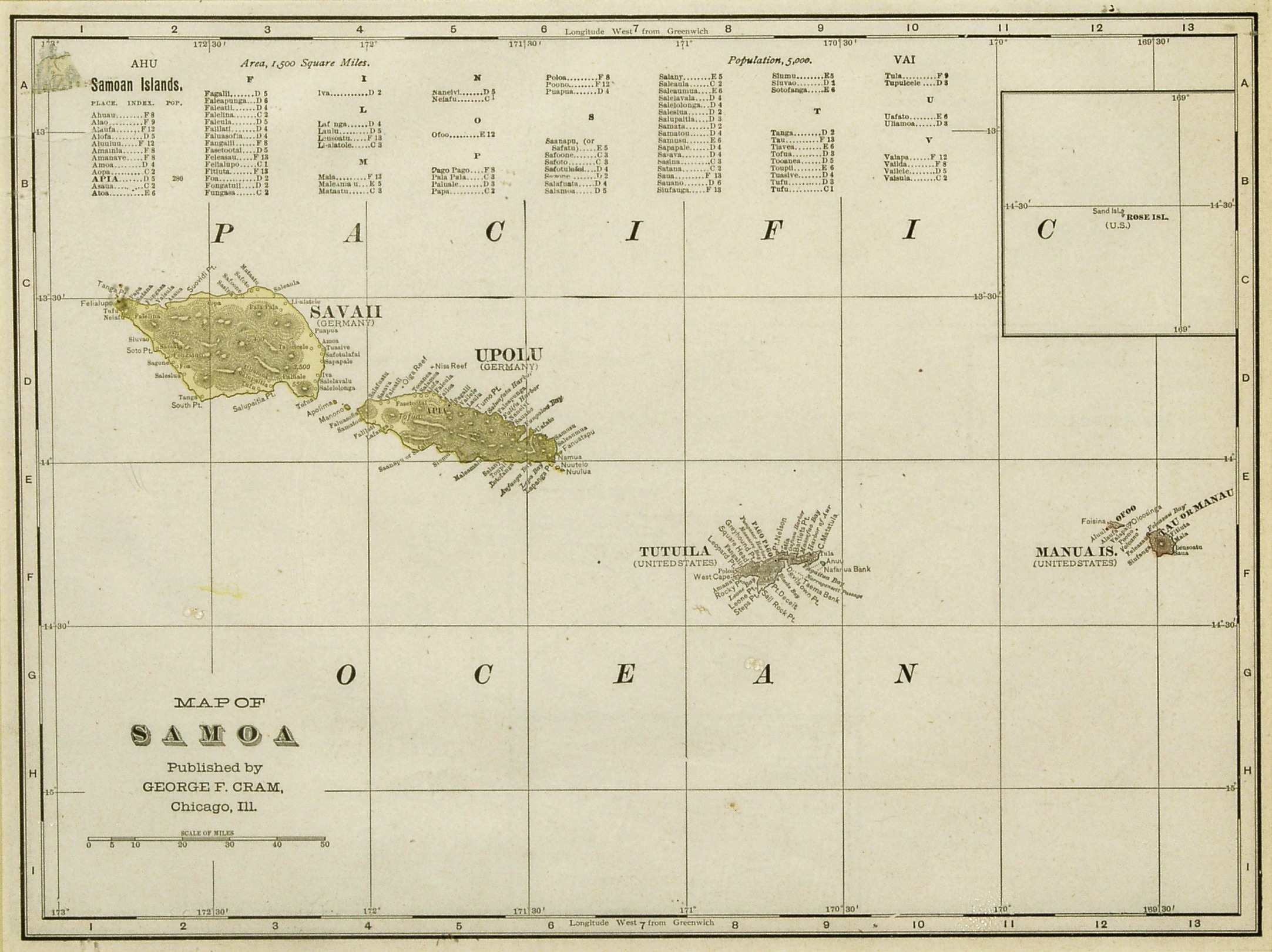
Carte des Samoa en 1896

La conférence de Samoa du traité de Berlin (1889) avait établi un territoire neutre sous protectorat conjoint (condominium) des trois puissances. Mais des chefs de tribus se combattent régulièrement entre eux et contre le pouvoir en place. La situation aboutit de nouveau à une crise à la mort du roi élu par les tribus, Malietoa Laupepa, car les Allemands soutiennent un héritier différent de celui des Anglais et des Américains. Les Américains font savoir qu'ils ne voient pas d'objection à un partage des îles et le chancelier allemand estime que le problème doit être résolu avant le voyage officiel du Kaiser Guillaume en Angleterre en 1899.
Un arrangement est finalement conclu le 9 novembre 1899 à Londres et signé le 14 novembre suivant entre les Allemands et les Britanniques. Les États-Unis font connaître leur approbation officieuse. Wilhelm Solf rencontre à ce sujet le président McKinley et le baron von Holleben, ambassadeur allemand à Washington. Il ne reste plus aux trois puissances qu'à signer officiellement un traité tripartite, afin de formaliser l'accord des Américains.
Le traité est signé le 2 décembre à Washington par le secrétaire d'État américain John Hay, le baron von Holleben et son homologue britannique, Sir Pauncefote.

## Résultat
L'Empire britannique, alors que le contexte international est tendu à cause de la guerre des Boers, renonce à ses droits sur les îles Samoa ; mais il obtient en échange les droits allemands sur les îles Tonga, ce qui lui permet d'y établir une base de ravitaillement de charbon et d'y jouir de l'extraterritorialité. De plus, une ligne de démarcation est tracée dans l'archipel des îles Salomon. Les Britanniques obtiennent les îles à l'est et au sud-est de Bougainville.
Les Allemands renoncent à leur droit d'extraterritorialité à Zanzibar au profit des Anglais et promettent de considérer le désir des Anglais d'établir des tarifs douaniers réciproques entre le Togoland (colonie allemande) et la Côte-de-l'Or (colonie britannique). C'est aussi la création du territoire neutre de Salaga.
Les Américains reçoivent les îles Samoa orientales.